# Forlods
Forlods indgår i navnet på fem danske grevskaber og baronier, og er en hentydning til at en ikke ubetydelig del af den i det pågældende majorat bundne formue bestod af rede penge snarere end jord – altså penge, der var reserveret til køb af jord, således at det kunne opnå den fastsatte minimumsstørrelse – 2500 tdr. hartkorn for grevskaber og 1000 tdr. hartkorn for baronier.
De fem berørte majorater er:
- Det grevelige Rantzauske Forlods
- Det grevelige Scheel-Plessenske Forlods
- Det grevelige Dannemandske Forlods
- Det friherrelige Heintzeske Forlods
- Det friherrelige Selbyske Forlods